# Kanton Le Bouscat
Der Kanton Le Bouscat ist seit 1973 ein französischer Kanton im Arrondissement Bordeaux im Département Gironde in der Region Nouvelle-Aquitaine; sein Hauptort ist Le Bouscat, Vertreter im Generalrat des Départements ist seit 2001, wiedergewählt 2008, Dominique Vincent.

## Geografie
Der Kanton liegt im Mittel auf 10 Meter über dem Meeresspiegel, zwischen 1 m und 31 m jeweils in Bruges.

## Gemeinden
Der Kanton besteht aus zwei Gemeinden mit insgesamt 44.644 Einwohnern (Stand: 1. Januar 2022) auf einer Gesamtfläche von 19,50 km²:
| Gemeinde          | Einwohner 1. Januar 2022 | Fläche km² | Dichte Einw./km² | Code INSEE | Postleitzahl |
| ----------------- | ------------------------ | ---------- | ---------------- | ---------- | ------------ |
| Bruges            | 20.382                   | 14,22      | 1.433            | 33075      | 33520        |
| Le Bouscat        | 24.262                   | 5,28       | 4.595            | 33069      | 33110        |
| Kanton Le Bouscat | 44.644                   | 19,50      | 2.289            | 3307       | –            |

Bis zur landesweiten Neuordnung der französischen Kantone im März 2015 besaß der Kanton einen anderen INSEE-Code als heute, nämlich 3354.

## Bevölkerungsentwicklung
| Jahr      | 1962   | 1968   | 1975   | 1982   | 1990   | 1999   |
| --------- | ------ | ------ | ------ | ------ | ------ | ------ |
| Einwohner | 26.753 | 29.162 | 28.736 | 28.592 | 30.291 | 33.065 |